# Finn Tugwell
Finn Tugwell (Aarhus, 18 de março de 1976) é uma mesa-tenista dinamarquês. 

## Carreira
Finn Tugwell representou seu país nos Jogos Olímpicos de 2000, e 2004 na qual conquistou a medalha de bronze em duplas com Michael Maze. 